# ルイス・ベイヤード
ルイス・ベイヤード（Louis Bayard、1963年11月30日 - ）は、アメリカ合衆国の作家。
エドガー賞 長編賞やエリス・ピーターズ・ヒストリカル・ダガー賞にノミネートされた『陸軍士官学校の死』（原題：The Pale Blue Eye ）を含む、"Mr.Timothy" 、"The Black Tower" 、"The School of Night" などの歴史ミステリは11か国語に翻訳されている。
『陸軍士官学校の死』は2023年に『ほの蒼き瞳』として映画化された。

## 経歴
1963年11月30日、ニューメキシコ州アルバカーキに生まれ、ノーザン・バージニアで育つ。プリンストン大学を卒業し、ノースウェスタン大学でジャーナリズムの修士号を取得する。ワシントンD.C.に暮らしており、ジョージ・ワシントン大学でフィクション・ライティングの教員をしている。
下院の記者だった時に、地元選出の民主党議員エレノア・ホームズ・ノートンの元で働いたことや、インディアナ州選出のフィル・シャープ議員のプレス秘書を務めていた。
『ワシントン・ポスト』や『ニューヨーク・タイムズ』にブック・レビューやエッセイを寄稿することもある。

## 著書
- Fool's Errand (1999)
- Endangered Species (2001)
- Mr. Timothy (2003)
- The Pale Blue Eye (2006) 
  - 『陸軍士官学校の死』山田蘭訳、創元推理文庫、2010年7月（上下巻）
- The Black Tower (2008)
- The School of Night (2010)
- Roosevelt's Beast (2014)
- Lucky Strikes (2016)
- Courting Mr. Lincoln (2019)
- Jackie & Me (2022)